# Hålet 2
Hålet 2 (spanska: El hoyo 2) är en spansk thriller- och skräckfilm från 2024. Filmen är en uppföljare till filmen Hålet från 2019. Filmen är regisserad av Galder Gaztelu-Urrutia, som även skrivit filmens manus tillsammans med David Desola och Egoitz Moreno. Filmen hade premiär på strömningstjänsten Netflix den 4 oktober 2024.

## Handling
Filmen utspelar sig spelas som sin föregångare i ett verikalt fängelse med hundratals våningar där en plattform fullpackad mat sänks ner från toppen.

## Rollista (i urval)
- Natalia Tena
- Óscar Jaenada
- Hovik Keuchkerian
- Milena Smit